# Порфмий
По́рфмий (греч. Πορθμίον) — античный город, возникший во второй половине VI века до н. э., входивший в состав Боспорского царства.
Город располагался у самого узкого места Керченского пролива (в настоящее время — северо-восточная окраина города Керчь, посёлок Жуковка) на невысоких холмах, примерно в километре от берега. Основными задачами города были обеспечение и защита переправы через Керченский пролив.

## История
В III веке до н. э. Порфмий был разрушен, однако вскоре его отстроили заново. Новый город строился по единому плану — территорию поделили на восемь прямоугольных кварталов, каждый квартал представлял собой единый жилой блок, разделённый внутри поперечными стенами на отдельные участки-дома с прилегающими к ним дворами. Строения и улицы города были строго ориентированы по сторонам света. Город окружили стенами толщиной около 2,5 м, сложенными из крупных, почти необработанных глыб мшанкового известняка.
Население Порфмия составляли военные поселенцы, наделённые земельными участками. Помимо сельского хозяйства, жители занимались рыбным промыслом. Для своего времени Порфмий был благоустроенным городом — его улицы были покрыты вымосткой, обочины вымощены камнем, для отвода атмосферных осадков за пределы города улицы имели уклон от центра.
В конце I века до н. э. во времена войн за боспорский престол Порфмий был разрушен.
Археологами раскопано более половины города, при раскопках было найдено множество монет пантикапейской чеканки, обломки однолезвийных мечей, сельскохозяйственные и рыболовные инструменты, а также орудия для прядения и ткачества.

## Исследователи
Городище открыл и идентифицировал с Порфмием Псевдо-Арриана и Стефана Византийского краевед В. В. Веселов. Исследовался Е. Г. Кастанаян при участии А. И. Болтуновой и Н. С. Беловой. С 1990-х годов памятник исследует М. Ю. Вахтина.

## Споры о местонахождении города
Некоторые исследователи считают, что Порфмий находился на мысе Фонарь, а городище на окраине Жуковки относится к античному городу Парфению.